# Boggie
Богларка Чемер (угор. Csemér Boglárka; відоміша під сценічним псевдонімом Боггі (Bóggie; нар.. 30 листопада 1986, Будапешт) — угорська співачка. Представниця Угорщини на Євробаченні 2015 з піснею Wars for Nothing.

## Біографія
Богларка Чемер почала займатися музикою в 13 років. Через два роки вона розпочала вивчати класичний вокал та фортепіано в музичній школі. Паралельно вона навчалася в Школі мистецтв імені Ференца Еркеля і джазової музичної школи. Боггі провела рік у Парижі, де освоїла професію туристичного гіда.

## Музична кар'єра

### 2009—2013 роки
У 2009 році Боггі створила музичну групу Csemer Boglarka Quartet. Через деякий час група отримала назву Boggie. Дебютний альбом групи вийшов 2013 року. У 2013 році виконавиця представила кліп на пісню Nouveau Parfum, який згодом став популярним на YouTube.

### Євробачення 2015

#### Скандал навколо пісні «Wars for Nothing»
Коли Боггі була обрана учасницею Євробачення 2015, ізраїльські дипломати висловили невдоволення з приводу тексту пісні. Вони відзначили, що в пісні співається про військові конфлікти в секторі Гази. Посол Ізраїлю в Будапешті звернувся до місцевого органу, відповідального за теле — і радіомовлення з проханням дискваліфікувати пісню від Угорщини, тому що, як відомо, до Євробачення не допускаються пісні, в тексті яких присутні політичні заклики, але Боггі успішно змогла виступити на конкурсі.

#### Євробачення 2015. Перший півфінал
У першому півфіналі Євробачення 2015 Боггі виступила під номером 10. У результаті Угорщина зайняла 8-е місце з 67 балами і тим самим вийшла до фіналу. Найвищий бал (12) у першому півфіналі Угорщина отримала від Естонії. Угорщина віддала найвищий бал Росії.
| 12 балів | 10 балів                     | 8 балів | 7 балів           | 6 балів |
| -------- | ---------------------------- | ------- | ----------------- | ------- |
| Естонія  | Румунія                      | Сербія  | Фінляндія         | Франція |
| 5 балів  | 4 бали                       | 3 бали  | 2 бали            | 1 бал   |
| Австрія  | Бельгія · Нідерланди · Данія | Албанія | Росія · Австралія |         |

#### Євробачення 2015. Фінал
У фіналі Боггі виступила під двадцять другим номером і зайняла 20-е місце з дев'ятнадцятьма балами від шести країн. Найвищий бал (8) у фіналі Угорщини дала Естонія. Угорщина віддала найвищий бал Бельгії.
| 12 балів | 10 балів             | 8 балів | 7 балів | 6 балів                     |
| -------- | -------------------- | ------- | ------- | --------------------------- |
|          |                      | Естонія |         |                             |
| 5 балів  | 4 бали               | 3 бали  | 2 бали  | 1 бал                       |
|          | Румунія · Сан-Марино |         |         | Чехія · Франція · Німеччина |

## Дискографія
2013 — Parfüm / Nouveau Parfum2015 — Wars For Nothing (Євробачення 2015 від Угорщини)